# Сирисинг, Супха
Супха Сирисинг (тайск. สุภา สิริสิงห; род. 13 августа 1945 года, Бангкок, Таиланд) — тайская писательница, романист, известна под псевдонимом Ботан (тайск. โบตั๋น), что в переводе с тайского означает «Пион». Особую популярность Супхе принёс её роман «Письма из Таиланда».

## Детство, образование
Супха родилась в 1945 году в Бангкоке. Имеет китайские корни. Супха была самым младшим ребёнком в семье. Отец — иммигрант из Китая, мать — китаянка, рождённая в Таиланде. Отец Супхи был очень строгим, считал, что женщинам не обязательно получать образование, поскольку главные роли каждой женщины — хозяйка, мать и жена. Чтобы обеспечить себе достойное образование, Супха участвовала в различных конкурсах, а в 9 лет впервые выиграла стипендию. После школы поступила в государственный университет имени Чулалонгкорна в Бангкоке, где изучала тайский и английский языки и литературу. В 1966 году Супха получила диплом магистра.
Будучи студенткой, Супха подрабатывала учителем в школе, затем стала редактором одного из тайских журналов. В 1965 году, работая в тайской журнале для женщин «Сатрисан», она впервые подписалась под одной из своих статей как «Ботан». Супха Сирисинг до сих пор активно занимается писательской деятельностью: на данный момент она опубликовала более 60 романов.

## Роман «Письма из Таиланда»
Роман «Письма из Таиланда» опубликован в 1969 году. Ботан тогда был всего 21 год, она училась в университете им. Чулалонгкорна. За этот роман Ботан была удостоена литературной премии СЕАТО. Роман «Письма из Таиланда» переведён на английский язык.
Ботан посвятила роман теме китайских эмигрантов в Таиланде в городской тайской среде. В центре повествования — Суанг Ю, молодой человек, который после Второй мировой войны переезжает из Китая в Таиланд. Роман состоит из 96 писем, которые с 1945 по 1967 годы посылал Суанг Ю своей матери в Китай. На глазах читателя Суанг Ю из простого счетовода на одной из фабрик Бангкока превращается в успешного бизнесмена, счастливого мужа и заботливого отца. В последнем письме Суанг Ю рассказывает о своей семье, своих детях, которые выросли в Бангкоке. У них другие ценности, другой взгляд на жизнь, о чём и жалеет Суанг Ю. Герой — архетип, который становится успешным человеком в другой стране, но жалеет, что между ним и его детьми культурный разрыв, они дети новой культуры. Мать не ответила ни на одно письмо Суанг Ю.

## «Эту женщину зовут Бунрод»
В своём романе Ботан хотела объяснить чувства иммигрантов, рассказать о жизни среднего класса в Таиланде и о том, как китайцы ассимилируются в тайском обществе. Ботан была обеспокоена положением женщины в тайском обществе с патриархальными устоями. Её взгляды на эту проблему можно увидеть в её романе «Эту женщину зовут Бунрод» 1980 года. Главная героиня амбиционная и решительная в борьба за независимость и права женщин в обществе. Кроме того, её волновали и другие социальные проблемы: например, то, что отцы отправляют сыновей в монастырь, а дочерей в бордели и т. п. Многие её произведения были взяты за основу при создании сериалов и фильмов. В 1999 году получила звание народного артиста Таиланда.